# 陸軍作戰服

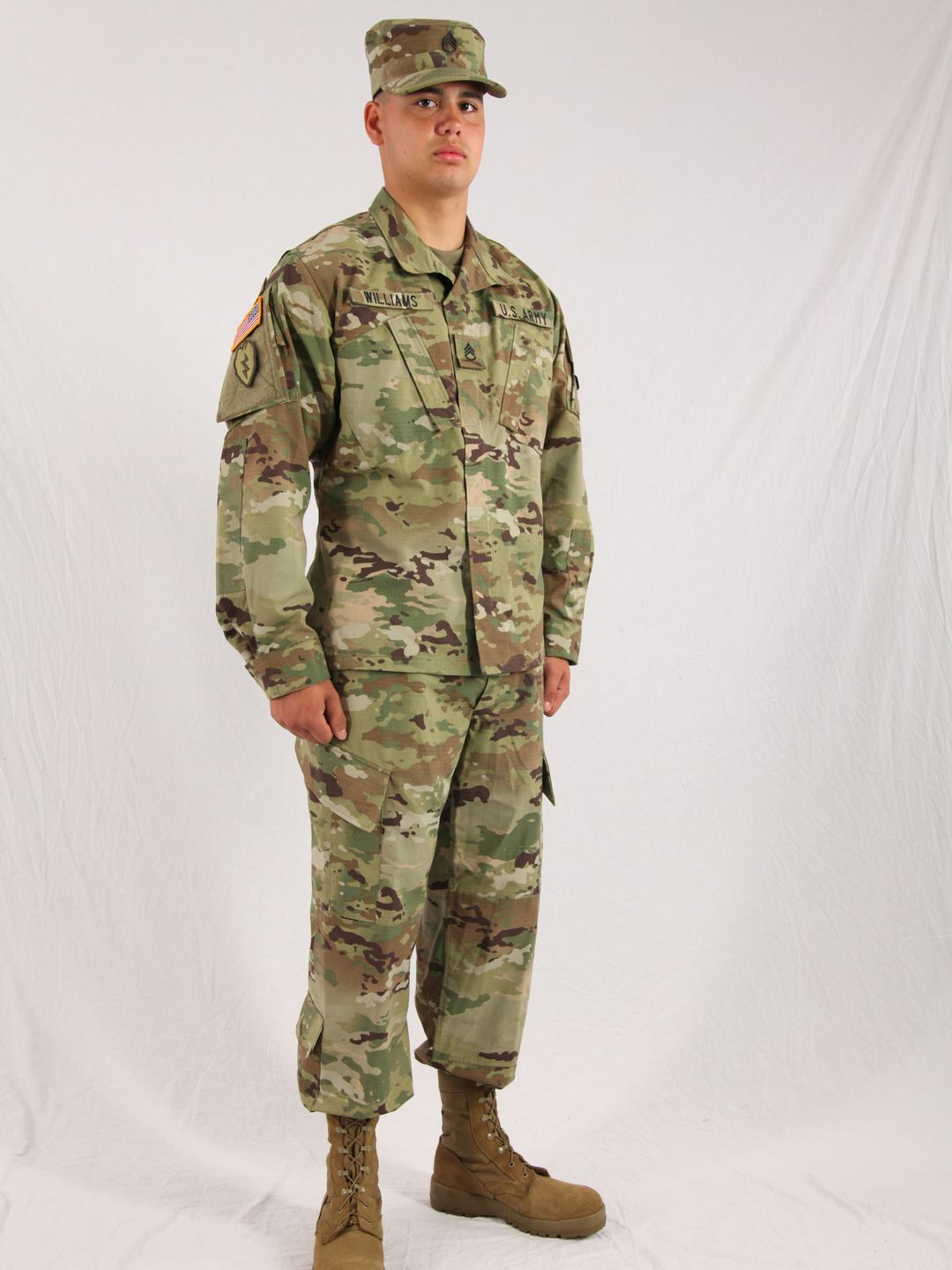
一名穿著OCP迷彩陸軍作戰服的士官

陸軍作战服（英語：Army Combat Uniform，ACU），是美国陆军採用的作战迷彩軍服。

## 概要
ACU是由美國陸軍納堤克士兵中心和一些部队共同设计完成的。美国陆军在2004年6月14日宣布换装计划后，于2005年开始配發。

## 主要特征
采用UCP，颜色以绿灰色為主，所使用布料为50%棉、50%尼龙制成的，布料通常常稱為格仔布，除此之外没有其他类型的布料；口袋則大多采用魔术贴。

## 制造商
美国军方所认可生产的企业有16家。分别为：
- American Apparel
- DJ Manufacturing Corp.
- Propper
- Golden
- Woolrich
- Bethel Industries, INC.
- Bremen Bowdon
- Rutter Rex
- Ashland sales and service
- Caribeen Needle Ponit, INC.
- Wear-tech, INC.
- American power soure, INC.
- Sidran, INC.
- Fox Apparel
- Tullahoma
- Ac Fabticated Products

而在民用市场销售的产品，如果不是以上企业生产的，就是非认可的仿制品。

## 军用与民用版本的区别
以Propper公司制品為例，布料、规格与军用版本并没有分别，只不过没有近紅外線（Near Infrared，NIR）偽裝功能而已。

## 阿富汗战场
鉴于ACU在阿富汗作戰中效果不佳，美國陆军在阿富汗比較UCP-Delta（UCP阿富汗版本）和MultiCam迷彩效果後，決定當地駐軍換發的ACU採用MultiCam，稱為持久自由行動迷彩樣式（Operation Enduring Freedom Camouflage Pattern，OCP）。

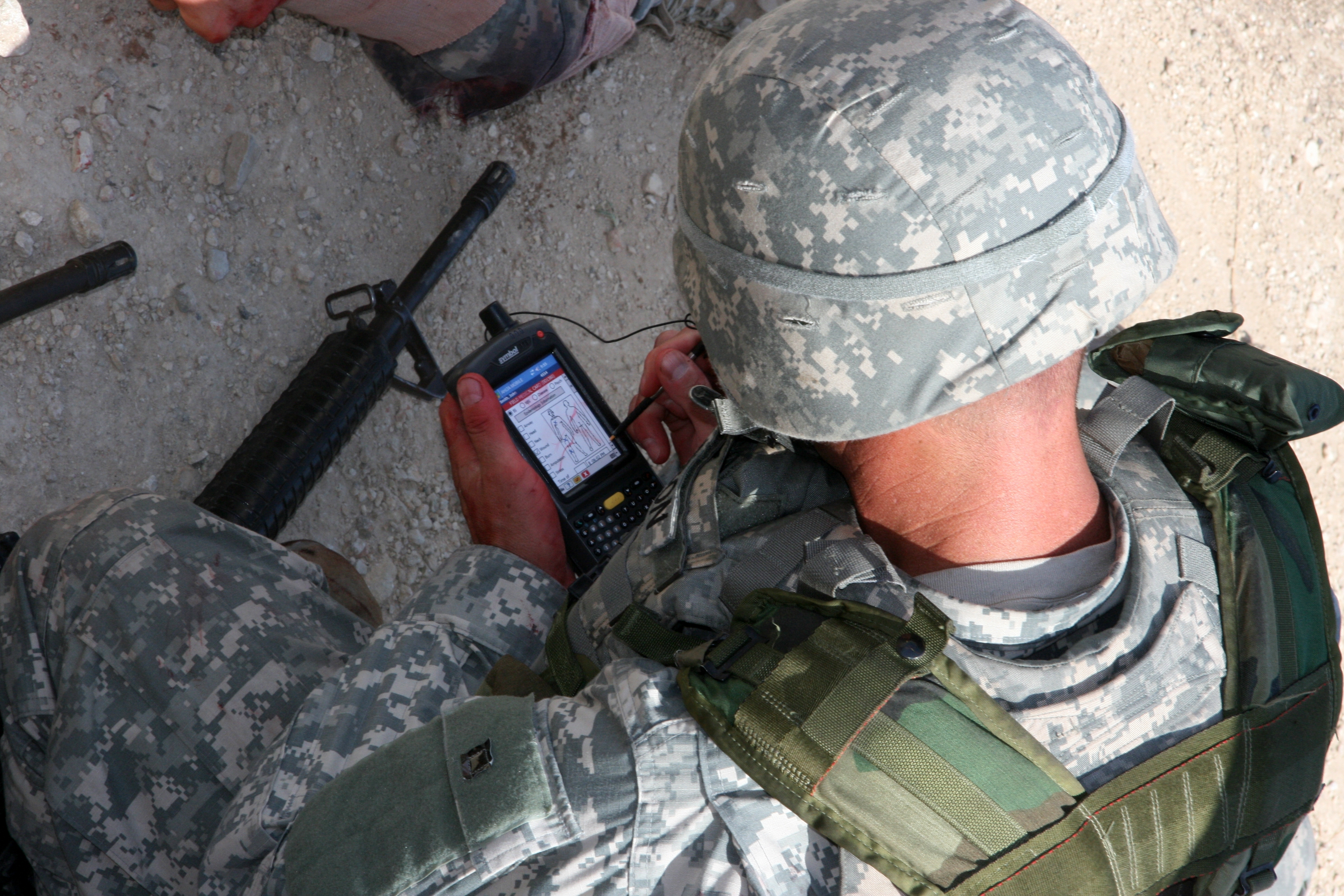
身穿ACU的美国陆军士兵（1）
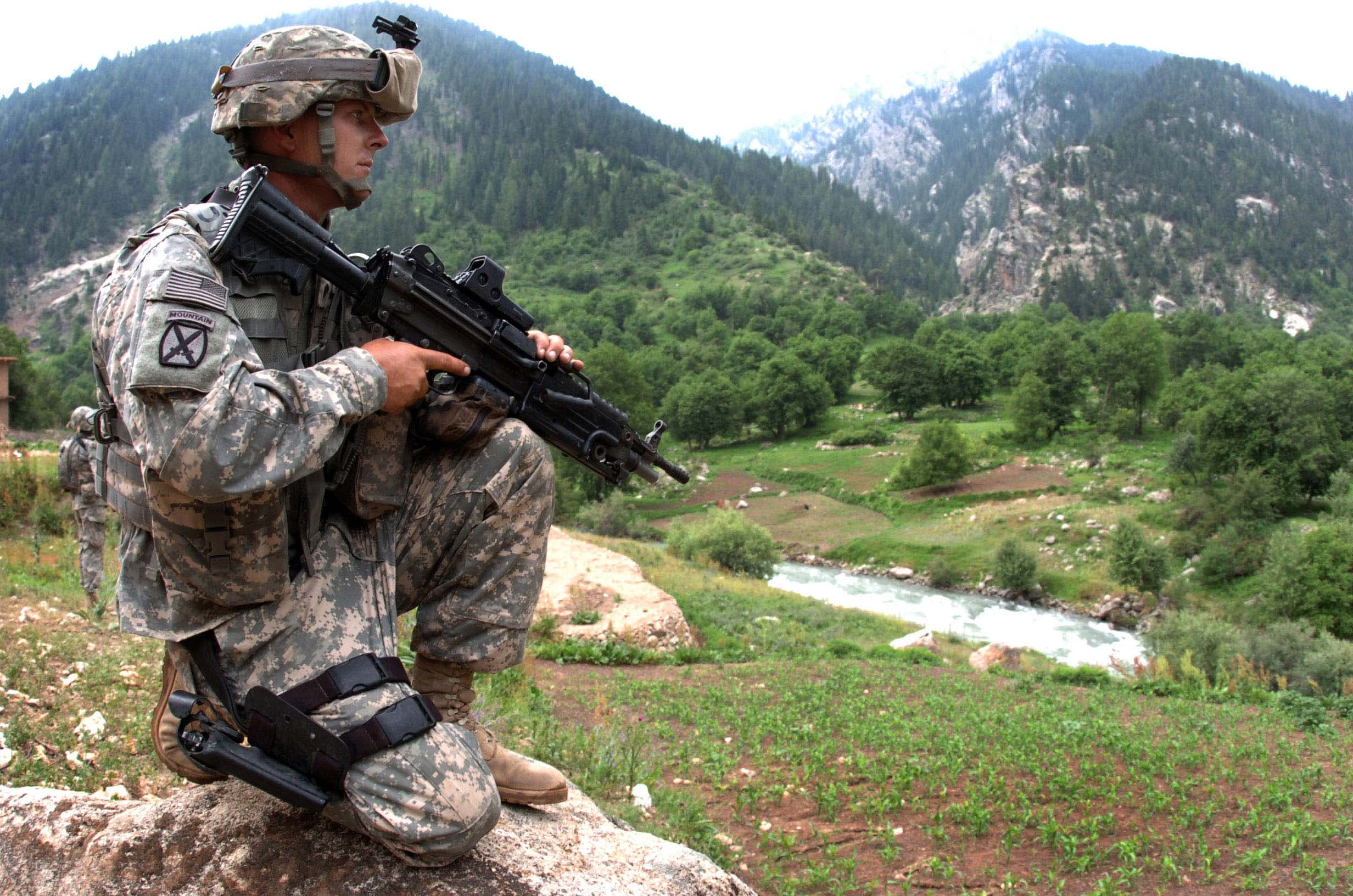
身穿ACU的美国陆军士兵（2）
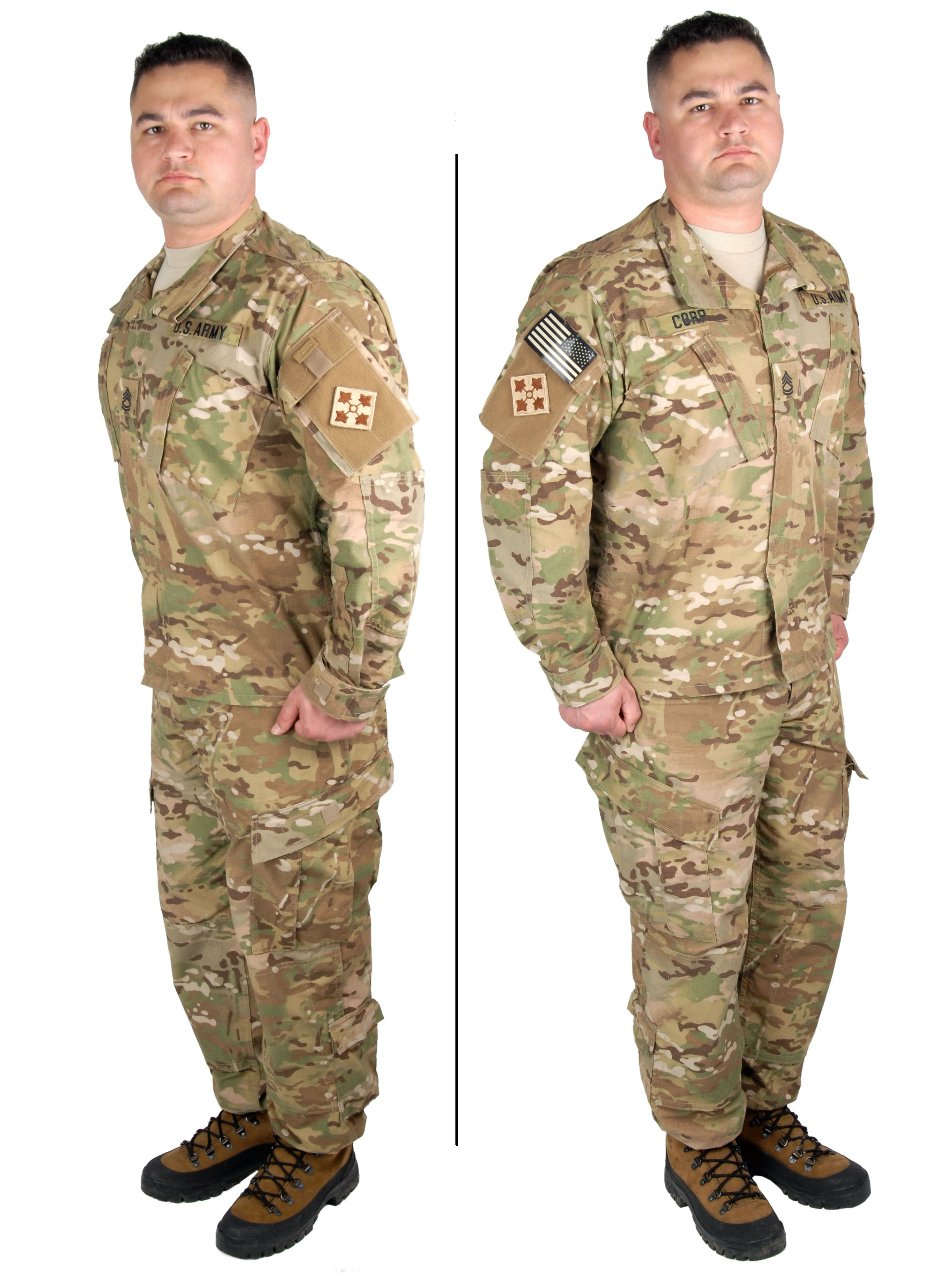
使用OCP（MultiCam）迷彩图案的ACU

## 迷彩種類
- UCP
- UCP-Delta（阿富汗測試版本）
- OCP（阿富汗駐軍）

## 相關
- 數位迷彩
- MultiCam
- 海軍陸戰隊通用作戰服（英语：Marine Corps Combat Utility Uniform）